# Evangelisches Gesangbuch
L’Evangelisches Gesangbuch (trad. Livre de chants protestant) est un recueil de cantiques de langue allemande destiné aux églises luthériennes en Allemagne, Autriche, Luxembourg et en Alsace-Moselle. 
Il a été introduit entre 1993 et 1996 en remplacement de l’Evangelisches Kirchengesangbuch (de) des années 1950.